# Bederkesaer Roland

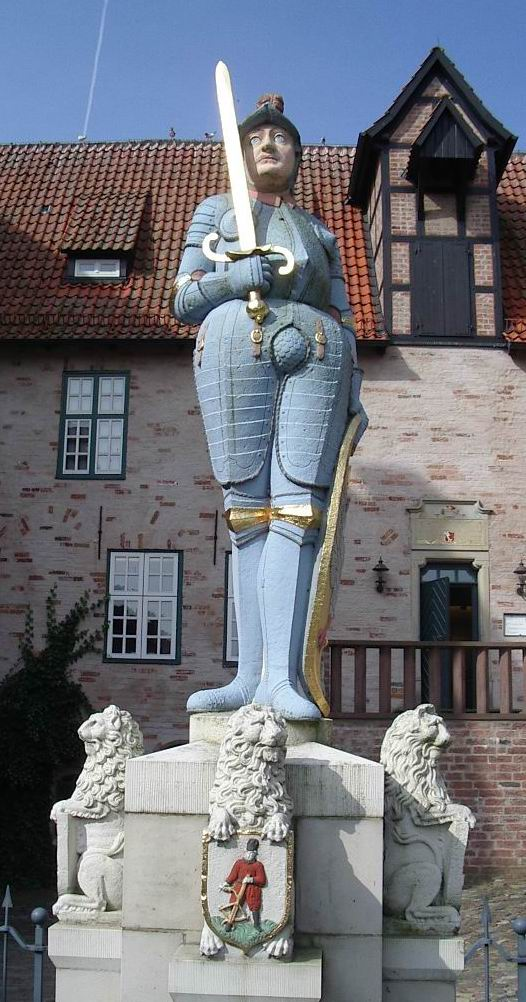
Roland vor der Burg Bederkesa

Der Bederkesaer Roland ist eine Rolandsstatue, die sich vor der Burg Bederkesa in Bad Bederkesa, einer Ortschaft der Stadt Geestland im Landkreis Cuxhaven, befindet.
Die Statue steht unter Denkmalschutz (siehe auch Liste der Baudenkmale in Geestland).

## Geschichte
Der kleinste steinerne Roland hat eine Größe von 1,90 Meter und steht auf einem Sockel von 1,45 Meter. Die Statue zeigt einen Ritter in türkiser Rüstung der Spätrenaissance. Er trägt einen visierlosen, federgeschmückten Helm. In der Rechten hält er ein gezogenes Schwert, mit der Linken einen auf den Boden abgestützten Schild, der den doppelköpfigen Reichsadler zeigt. Geschaffen wurde er aus Sandstein, möglicherweise vom Bremer Bildhauer Lüder von Bentheim. An den vier Seiten des Sockels befinden sich je Miniaturen von Löwen, die vier Wappen in ihren Pranken halten. Die Wappen sind das der Stadt Bremen sowie die der Bremer Ratsherren und Bederkesaer Drosten Schütte, Kreffting und Schorhar, die vermutlich den Roland errichten ließen. Der Sockel ist neueren Datums und wurde bei der Versetzung des Rolands 1953 aus Bremer Abbruchsteinen gefertigt.
Der Roland wurde sehr wahrscheinlich in der Zeit zwischen 1599 und 1604 errichtet. In einer Beschreibung der Gebäude der Burg Bederkesa des Drosten Koch 1599 wird der Roland nicht erwähnt. 1604 wird er aber auf einem Stich Wilhelm Dilichs dargestellt. Der Roland war wohl Ausdruck der Gerichtsbarkeit der Stadt Bremen in Bederkesa. Erstmals schriftlich erwähnt wird die Figur 1736 in einem Inventar der Burg.
Der ursprüngliche Aufstellungsort war die Kuppel des Brunnenhauses der Burg. Dieses wurde 1817 abgebrochen. Der Roland wurde nun im Burggarten unter einem Nussbaum aufgestellt. Später stand er vor dem von den Preußen 1879 errichteten Lehrerseminar.
Das Schwert wurde 1945 durch kanadische Soldaten zerstört. 1953 instand gesetzt, wurde sein Standort an den Marktplatz verlegt. 1982 nach erneuter Instandsetzung wurde er wieder bei der Burg aufgestellt und mit einem schmiedeeisernen Schutzgitter umgeben.
Das Landesdenkmalamt befand u. a.: „Die Aufstellung der Figur 1602 im Burghof im Auftrag des Bremer Rates manifestierte den Herrschaftsanspruch über das Amt Bederkesa. … Die Erhaltung der Skulptur liegt aufgrund ihrer geschichtlichen Bedeutung im Rahmen der Orts-, Landes- und Kunstgeschichte sowie aufgrund ihres Zeugnis- und Schauwertes durch die beispielhafte Ausprägung eines Typus und aufgrund der städtebaulichen Bedeutung als Element des räumlichen Gefüges einer Burganlage im öffentlichen Interesse … .“